# Masako Nozawa
Masako Nozawa (野沢 雅子, Nozawa Masako), de son nom d'épouse Masako Tsukada (塚田 雅子, Tsukada Masako), née le 25 octobre 1936 à Arakawa, est une seiyū japonaise.
Elle est célèbre pour sa participation à Dragon Ball. Le 1er avril 2006, elle a démissionné de 81 Produce pour créer sa société Office Nozawa. Son mari, Masaaki Tsukada (en), est également un seiyū.

## Biographie
Masako Nozawa double des personnages de Dragon Ball depuis le début de la série. Elle fait notamment les voix de Gohan, Goku, Goten, Bardock, Thalès dans le film Dragon Ball Z : le combat fratricide et Black Goku dans Dragon Ball Super.

## Rôles

### Animation
- Digimon : Gallantmon ou Dukemon
- Dragon Ball : Son Goku
- Dragon Ball Z Kai : Baddack, Son Goku, Son Gohan, Son Goten,Vegetto
- Dragon Ball Z : Son Goku, Son Gohan, Son Goten, Gotenks, , Baddack,Vegetto
- Dragon Ball Z : Le Combat fratricide : Son Goku, Son Gohan, Thalès
- Dragon Ball Z : Baddack contre Freezer : Baddack
- Dragon Ball Z : Le Plan d'anéantissement des Saïyens : Son Goku, Son Gohan, Thalès
- Dragon Ball Super : Son Goku, Son Gohan, Son Goten, Black Goku, Vegeto
- Dragon Ball GT : Son Goku, Son Gohan, Son Goten, Gogeta
- Futari wa Pretty Cure : Grand-mère Yukishiro
- Galaxy Express 999 (anime) : Tetsurô Hoshino
- Galaxy Express 999 (film) : Tetsurô Hoshino
- Les Mystérieuses Cités d'or : Esteban
- One Piece : Doctor Kureha
- Tom Sawyer
- Kitaro le repoussant : Papa Globule
- "Kilari" : La Grand-Mère
- Hakaba Kitarō: Kitaro
- Dragon Ball: Episode of Bardock : Baddack
- Dragon Ball Z: Battle of Gods : Son Goku, Son Gohan, Son Goten
- Dragon Ball Z : La Résurrection de ‘F’ : Son Goku, Son Gohan
- Dragon Ball Super: Broly : Son Goku, Gogeta
- Digimon Tamers : Gillmon
- Asura (ja) : Asura
- Overlord: Rigrit
- Yo-kai Watch Shadowside: Oni-ō no Fukkatsu
- Star Wars Vision: T0-B
- Le Magicien d'Oz : Tip
- No Longer Rangers : Draggie

### Jeux vidéo
- Tous les jeux vidéo : Son Goku, Son Gohan, Son Goten, Gotenks, Vegeto, Gogeta, Baddack et Thalès
- League of Legends : Wukong